# Дора Бакојани
Теодора „Дора“ Бакојани (девојачко Мицотакис) (грч. Θεοδώρα Ντόρα Μπακογιάννη; рођена 6. маја 1954) је грчка политичарка. Обављала је функцију грчке министарке спољних послова, и раније градоначелнице главног града Атине. Била је прва жена градоначелник Атине и прва жена министар спољних послова, што је и највиша политичка позиција коју је у историји имала нека грчка политичарка. Била је дугогодишњи члан Нове демократије из које је искључена због подршке антикризним мерама Владе па је крајем 2010. основала нову странку, Демократску алијансу.

## Биографија
Она је најстарија од четворо деце грчког политичара Константина Мицотакиса, који је био премијер Грчке у периоду од 1990. до 1993. године и лидер грчке конзервативне странке Нова демократија од 1984. до 1993. Током њеног школовања, похађала је немачку школу у Атини и Паризу. Студирала је политичке науке и комуникацију на Универзитету Лудвиг-Максимилијан у Минхену и касније је наставила студије на Атинском Универзитету. Течно говори енглески, француски и немачки језик. Тренутно је удата за бизнисмена Исидороса Коувелоса.

## Политичка каријера
Са 14 година са породицом се сели у Париз због војне хунте која је владала у Грчкој од 1967. до 1974. када се враћа у Атину.
 Исте године удаје се за истакнутог новинара и политичара Павлоса Бакојанија. Имају двоје деце. Неколико наредних година ради у Министарству за економску координацију и касније за Министарство спољних послова. На изборима у јуну 1989. године њен муж Павлос је изабран у грчки парламент, али недуго затим, 26. септембра 1989. је убијен у атентату терористичке групе 17. новембар.
Дора успешно долази до мужевог места у парламенту и поново се кандидује и бива изабрана у још два мандата 1990. и 1993. године. Када јој отац постаје премијер, Дора постаје заменик државног секретара а касније и министарка културе. Од септембра 1991. до августа 1992. служи као генерални секретар за међународна питања странке Нова демократија. На изборима 1996. се кандидује за градско веће Атине где је и изабрана и поново на изборима 2000. када је реизабрана. 20. октобра 2002. Дора Бакојани је изабрана за прву жену градоначелницу Атине, освојивши 60,6% гласова, више него и један градоначелник у историји модерне Грчке.
Дужност градоначелнице Атине напушта 14. фебруара 2006. када је изабрана за министарку спољних послова у влади премијера Костаса Караманлиса. Након пада владе њене странке на месту министра замењује је Јоргос Папандреу који је уједно и преузео функцију премијера.